# Topograficzna Baza Danych
Baza Danych Topograficznych (znana też jako Topograficzna Baza Danych, TBD) – polski urzędowy system udostępniania wysokiej jakości danych przestrzennych (GIS).
Producentem danych były firmy komercyjne (najczęściej duże firmy geodezyjne), dysponentem danych był Główny Urząd Geodezji i Kartografii (GUGiK). Dane dostępne były również w Wojewódzkich Ośrodkach Dokumentacji Geodezyjnej i Kartograficznej. Główną cechą udostępnianych danych w TBD był bardzo duży stopień standaryzacji danych na obszarze całego kraju.
TBD funkcjonowała do czasu opublikowania nieobowiązującego już rozporządzenia MSWiA z dnia 17 listopada 2011 w sprawie bazy danych obiektów topograficznych oraz bazy danych obiektów ogólnogeograficznych, a także standardowych opracowań kartograficznych (Dz.U. z 2011 r. nr 279, poz. 1642), dlatego też poniższą charakterystykę TBD należy traktować jako opis historyczny. Rozporządzenie zostało opublikowane w związku z delegacją ustawy o infrastrukturze informacji przestrzennej (Dz.U. z 2021 r. poz. 214) i charakteryzuje jeden z wielu składników Infrastruktury Informacji Przestrzennej (IIP).

## Zasób danych TBD
- Podstawowy Zasób Danych: dane klasyfikowane jako Zasób Podstawowy charakteryzują się dokładnym położeniem wszystkich modelowanych obiektów względem ich rzeczywistej lokalizacji w terenie, innymi słowy obiekty należące do Zasobu Podstawowego nie podlegają zasadom redakcji kartograficznej. Cechują się one modelowaniem właściwym dla systemów GIS (np. zachowanie kierunku spływu cieków lub zachowanie relacji topologicznych pomiędzy odcinkami jezdni). W tej części zasobu nie występuje podział sekcyjny – dane gromadzone są w ciągłej przestrzennie bazie danych. W skład Podstawowego Zasobu Danych oprócz wektorowej bazy danych (Komponent TOPO) wchodzą: Ortofotomapy (zdjęcia lotnicze przekształcone z rzutu środkowego na rzut ortogonalny) (Komponent ORTO) oraz Numeryczny Model Rzeźby Terenu (Komponent NMT).
- Zasób Danych Kartograficznych: grupa danych określana mianem Zasobu Kartograficznego ("Komponent KARTO") jest tworzona w oparciu o Zasób Podstawowy. Dane gromadzone w tym zasobie podlegają zasadom redakcji kartograficznej (w miejscach gdzie sytuacja na mapie staje się nieczytelna). Baza danych KARTO jest przechowywana w cięciu arkuszowym. Obiekty gromadzone w tym zasobie posiadają referencje na obiekty z komponentu TOPO poprzez identyfikator ID_TBD. Głównym produktem tego komponentu jest Mapa Topograficzna w Standardzie TBD w skali 1:10 000.

## Metainformacje
- Obowiązujący układ odniesień przestrzennych: 1992
- Układ wysokościowy: Kronsztadt
- Skala bazowa: 1:10 000
- Format danych (docelowo): GML, SHP, E00, MIF, DXF
- Zakres informacyjny wektorowej bazy danych: :
  - sieci cieków;
  - budowle i urządzenia;
  - odcinki dróg i kolei;
  - sieci uzbrojenia terenu;
  - kompleksy pokrycia terenu;
  - kompleksy użytkowania terenu;
  - jednostki podziału administracyjnego;
  - Osnowa geodezyjna i fotogrametryczna;
  - Tereny chronione;
  - obiekty inne.

## Standardy wymiany danych
W koncepcji TBD zakłada się, że wszystkie dane tworzące zasób TBD należy przekazywać do zasobu geodezyjno-kartograficznego za pośrednictwem plików wymiany w określonych formatach danych. Docelowo wszystkie dane przekazywane będą za pomocą języka GML.
Na obecnym etapie stosuje się następujące formaty:
- format GML dla danych wektorowych bazy danych topograficznych,
- format GeoTIFF dla ortofotomapy cyfrowej,
- format ASCII dla danych pomiarowych NMT,
- format GML dla danych zasobu kartograficznego.

## Mapa topograficzna
W ramach TBD powinno być docelowo możliwe generowanie map topograficznych w całym szeregu skalowym. W pierwszym etapie TBD wspierała będzie opracowanie map w skali 1:10 000. Na najbardziej szczegółowym poziomie informacyjnym systemu oraz na najwyższym poziomie kartograficznym jednym z produktów TBD może być mapa zgodna z obowiązującą Instrukcją Techniczną "Zasady redakcji Mapy Topograficznej 1:10 000". Ze względu na jej niedostosowanie do specyfiki danych zawartych w TBD i długi cykl aktualizacyjny opracowania mapy w zdefiniowanej przez instrukcję postaci, w ramach TBD definiuje się dodatkowo nowy produkt: mapę topograficzną 1:10 000 w standardzie TBD.
Mapa topograficzna 1:10 000 w standardzie TBD jest produktem opracowanym pod kątem przygotowania wysokiej jakości wydruków ploterowych w niewielkich ilościach egzemplarzy na zamówienie. Mapa ta o konwencji graficznej zbliżonej do stosowanej obecnie na mapie 1:10 000 pozwala na zaspokojenie oczekiwań informacyjnych odbiorców przy zachowaniu najwyższej z możliwych aktualności danych i szybkości opracowania. Mapa ta będzie możliwa do opracowania w znacznej mierze w sposób zautomatyzowany z bazy danych z niewielkim nakładem pracy redakcyjnej przy zachowaniu poprawnego przekazu informacyjnego i odpowiedniej jakości kartograficznej.

## Kontrola danych
Wszelkie dane przekazywane do zasobu TBD podlegają procesowi kontroli danych. Kontrola danych dotyczy zarówno poprawności technologicznej tj. sposobu zapisu danych, parametrów technicznych np. topologia sieci, zgodności ze standardami wymiany danych jak i poprawności merytorycznej kompletności danych, spełniania wymogów dokładnościowych i zgodności danych z rzeczywistą sytuacją terenową.